# Barakat-Oxidation
Die Barakat-Oxidation, auch Barakat-Dehydrierung, ist eine Namensreaktion in der Organischen Chemie. Erstmals beschrieben wurde sie 1952 von dem Chemiker Mohamed Zaki Barakat. Sie dient der Oxidation von Alkoholen zu Aldehyden oder Ketonen.

## Übersichtsreaktion
Bei dieser Reaktion werden primäre Alkohole (R = Alkyl, Aryl) durch N-Bromsuccinimid zu Aldehyden oxidiert:
Aus sekundären Alkoholen (R1, R2 = Alkyl, Aryl) bilden sich analog Ketone:

### Atomökonomie
Die Barakat-Dehydrierung ist eine Reaktion von geringer Atomeffizienz, da stöchiometrische Mengen an zwei Abfallstoffen (Bromwasserstoff und Succinimid) von hoher Molmasse entstehen. Folglich ist diese Reaktion für technische Anwendungen unwirtschaftlich und eine reine Labormethode.

## Reaktionsmechanismus
Es wird angenommen, dass beim Alkohol zunächst das α-Wasserstoff-Atom (oben blau markiert) an dem Kohlenstoffatom mit der Hydroxygruppe durch ein Bromatom ersetzt wird. Anschließend wird aus dem entstandenen Molekül Bromwasserstoff abgespalten, sodass es zur Bildung der Carbonylverbindung (Aldehyd bzw. Keton) und von Succinimid kommt.

## Varianten
Mithilfe des N-Bromsuccinimid können beispielsweise auch Phenole, aromatische Amine und aromatische Carbonsäuren, welche Hydroxy- und Amino-Gruppen enthalten, bromiert werden. Hier ist zudem eine mehrfach Bromierung ohne Veränderung der ursprünglichen Substituenten möglich. Enthält der ursprüngliche Stoff jedoch eine funktionelle Gruppe der Sulfonsäure (–SO2OH), so werden diese durch Brom ersetzt. Sulfanyl-Gruppen (–SH) hingegen werden zu Disulfid oxidiert. Unter Einwirkung von N-Bromsuccinimid wird Phenylessigsäure in wässriger Lösung zu Benzaldehyd abgebaut. Aminosäuren können unter Einfluss von N-Bromsuccinimid decarboxyliert werden. Mehrwertige Alkohole wie Glycerol werden bei der Reaktion mit N-Bromsuccinimid vollständig zu Kohlendioxid und Wasser umgesetzt.